# 抵抗軸心
抵抗軸心（羅馬化：mehvar–e moqâvemat，羅馬化：miḥwar al-muqāwamah；另稱“抵抗之弧”）為伊朗、敘利亞與伊拉克的全國進步陣線，以及黎巴嫩激進組織真主黨之間形成反西方、反以色列、反沙特的非正式政治、軍事聯盟。親敘利亞民兵組織、伊拉克政府批准的什葉派民兵組織人民動員與葉門胡塞運動（正式名稱為真主虔信者）也常被認為是其成员。各成員意識形態各异，如世俗阿拉伯复兴社会主义、什葉派霍梅尼主义等，其共同點在於宣稱反對親西方諸組織、反對北約、以色列和沙烏地阿拉伯在該地區的活動。

## 歷史
利比亞日報Al-Zahf Al-Akhdar回應美國總統喬治·沃克·布希之關於伊朗、伊拉克、北韓為三大「邪惡軸心」之看法，也就是在之後的2002年，該報在一篇題為「邪惡軸心還是抵抗軸心」之文章中寫道：「伊朗、伊拉克和北韓之間唯一的共同點是他們對美國霸權的抵抗」。伊朗報紙《伊斯兰共和报》隨後在提及伊拉克的什葉派叛亂時採用了此段落並在2004年道：「如果伊拉克什葉派的路線需要連接、統一和鞏固，就應該實現在抵抗和反對占領者的戰爭軸心上。」
2006年，巴勒斯坦內政部長賽義德，在接受阿拉姆新聞網之採訪時也用這個詞來帶指阿拉伯人與以色列/美國的共同政治目標。他注意到敘利亞內有大量巴勒斯坦難民並道：「敘利亞是一個伊斯蘭阿伯國家，也是美國與猶太復國主義的目標。因此，我們在敘利亞、伊朗、真主黨和哈馬斯看到了這些頂在壓力面前的抵抗軸心」。
「抵抗軸心」一詞在2010年8月就已使用。兩年後，伊朗外交事務高級顧問阿里·阿克巴爾·韋拉亞提使用該詞道：
伊朗、敘利亞、真主黨、伊拉克新政府和哈馬斯對以色列的抵抗鏈穿過敘利亞的高速公路……敘利亞為抵抗以色列之鏈上的金環。
2012年8月，敘利亞總統巴沙爾·阿薩德和伊朗最高國家安全委員會之秘書賽義德·賈利利就敘利亞內戰期間舉行的會議中再次提到該詞：
現在敘利亞所發生的並非內部問題，而是抵抗軸心與其在該地區乃至世界的敵人間之衝突。伊朗不會容忍有任何形式破壞抵抗軸心，敘利亞是抵抗軸心的內在組成之一。
敘利亞國家通訊社阿拉伯敘利亞通訊社表示，兩國討論了他們的「戰略合作關係」以及「一些西方國家及其盟國試圖透過鎖定敘利亞並支持那裡的恐怖主義來打擊抵抗軸心」之議題。
該聯盟被以色列總理與大使稱為「恐怖軸心」。

## 背景
該聯盟一開始是由敘利亞政府與黎巴嫩真主黨所建，幾年後已與敘利亞與真主黨形成緊密關係的伊朗為三者建立鞏固關係，繼而形成了軸心。爾後經伊朗之協調，伊拉克與葉門的武裝份子也相繼加入。俄軍涉入敘利亞內戰後，出現了一系列納斯魯拉、阿薩德、哈米尼與俄羅斯總統弗拉迪米爾·普丁圖像之海報，並帶有阿拉伯語標題，意思是「只向上帝低頭的人」。根據國會山報表示，這些海報紛紛暗示了另一個新興區域性抵抗軸心。

## 分析
該軸心「重構了中東的戰略平衡」，根據瑪麗莎·沙利文的說法，該軸心有兩個主要支柱：即共同的區域目標和共同的支持。目前統治敘利亞的少數派為阿拉維派，其為什葉派伊斯蘭教的分支教派，也是伊朗的主要宗教。基於共同的背景，使他們在包括國防在內的各種問題上，成為戰略盟友。遜尼派的巴勒斯坦伊斯蘭運動哈馬斯，由於其反以色列與美國之立場，有時也會被歸類為抵抗軸心的一部份，2012年3月時，該組織之總部便遷離大馬士革，並支持反阿拉維派的敘利亞反對派。

### 伊朗－敘利亞
韋伯斯特大學助理教授兼研究員朱賓·古達爾齊認為，於1979年形成的伊朗－敘利亞聯盟對抵抗軸心的出現和延續具有重要意義。兩國都位於中東的關鍵位置，他們在過去的三十年裡一直在影響著中東政治。此外，該聯盟被認為會是一個持久的聯盟，並且已持續了34年，「儘管它時常面臨許多挑戰和關係中的周期性壓力」。

### 與以色列的關係
根據塔拉·阿卜杜拉扎克在《中東觀察報》上的報導，該軸心聲稱反對以色列，以獲得整個伊斯蘭世界的民眾支持，並在以色列希望農場空襲事件後遭到重創。在對真主黨車隊進行空襲的三天前，真主黨領導人哈桑·納斯魯拉說：「⋯⋯我們認為，對敘利亞的任何打擊都是對整個抵抗軸心的打擊，而非僅僅對敘利亞的打擊。」

### 與伊斯蘭國的關係
真主黨反對黎巴嫩支持美國干預伊拉克政府之想法，並認為這可能導致美國直接統治該地區或「以美國的公然佔領取代恐怖主義」。

### 塔利班－伊朗關係
伊朗最高領袖阿里·哈米尼之顧問阿里·阿克巴爾·韋拉亞提將由塔利班領導的阿富汗伊斯蘭酋長國描述為以伊朗為核心的，一個尋求「抵抗、獨立和自由」的抵抗軸心的一部分。伊朗著名的原則主義派日報宇宙報也開始將阿富汗伊斯蘭酋長國為抵抗軸心的成員國之一。